# Verquigneul
Verquigneul ist eine französische Gemeinde mit 2013 Einwohnern (Stand: 1. Januar 2022) im Département Pas-de-Calais in der Region Hauts-de-France; sie gehört zum Arrondissement Béthune und zum Kanton Beuvry (bis 2015: Kanton Béthune-Nord). Die Einwohner werden Verquigneulois(es) genannt.

## Geographie
Verquigneul liegt etwa drei Kilometer südsüdöstlich von Béthune. Umgeben wird Verquigneul von den Nachbargemeinden Béthune im Norden und Nordwesten, Beuvry im Norden und Nordosten, Labourse im Osten, Nœux-les-Mines im Süden sowie Verquin im Westen. 
Durch die Gemeinde verlaufen die Autoroute A26 und die Route nationale 43.

## Geschichte
Von 1990 bis 2007 war die Gemeinde Teil der Nachbarstadt Béthune.

## Bevölkerungsentwicklung
| Jahr      | 1962 | 1968 | 1975 | 1982 | 1990 | 2009 | 2012 |
| Einwohner | 1335 | 1229 | 1488 | 1420 | 1647 | 2056 | 1986 |

## Sehenswürdigkeiten

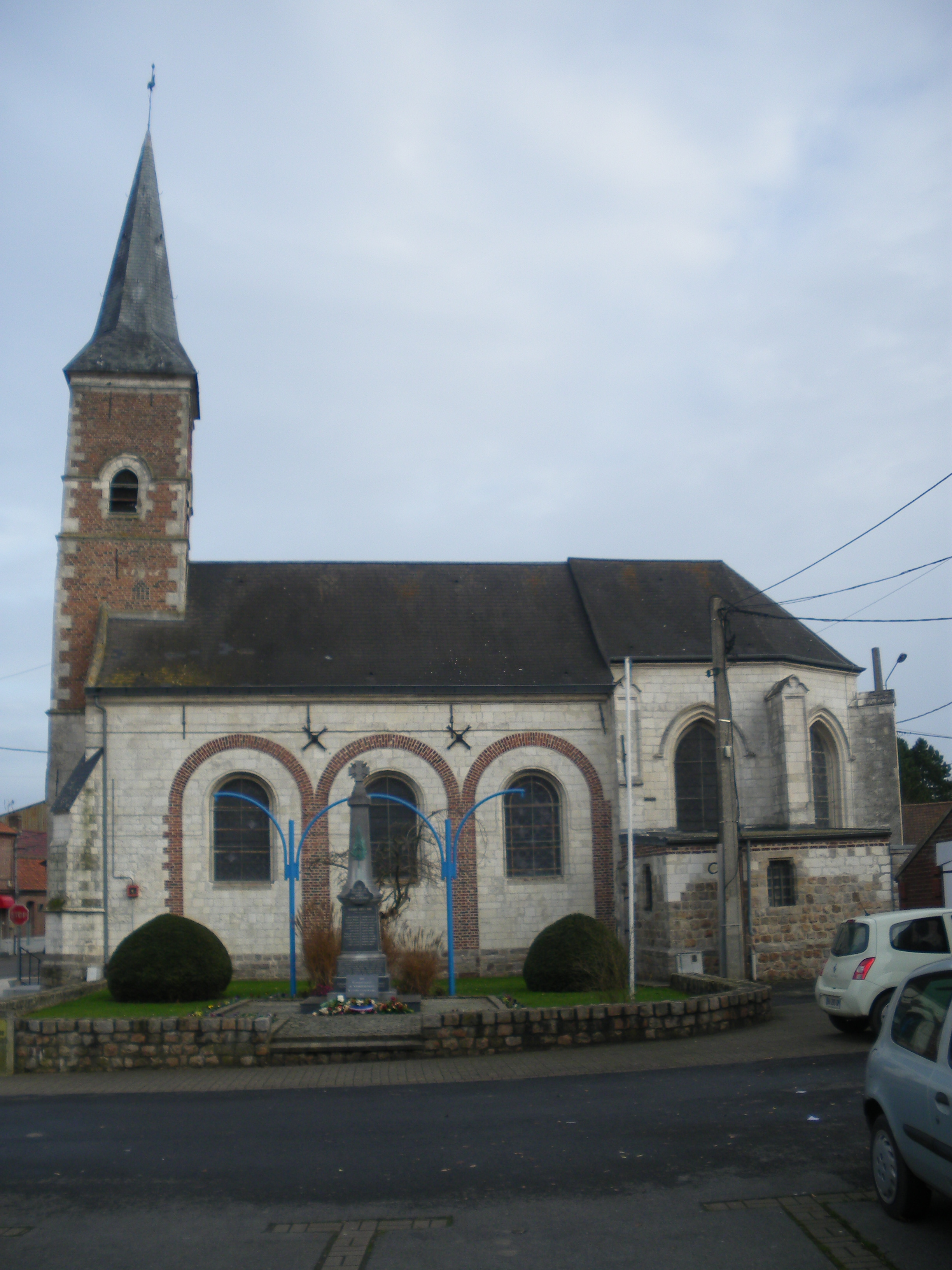
Kirche Saint-Vaast

- Kirche Saint-Vaast aus dem 16. Jahrhundert
- Gutshof aus dem 18. Jahrhundert
- Kriegsmahnmal